# حفاظت خرس قطبی

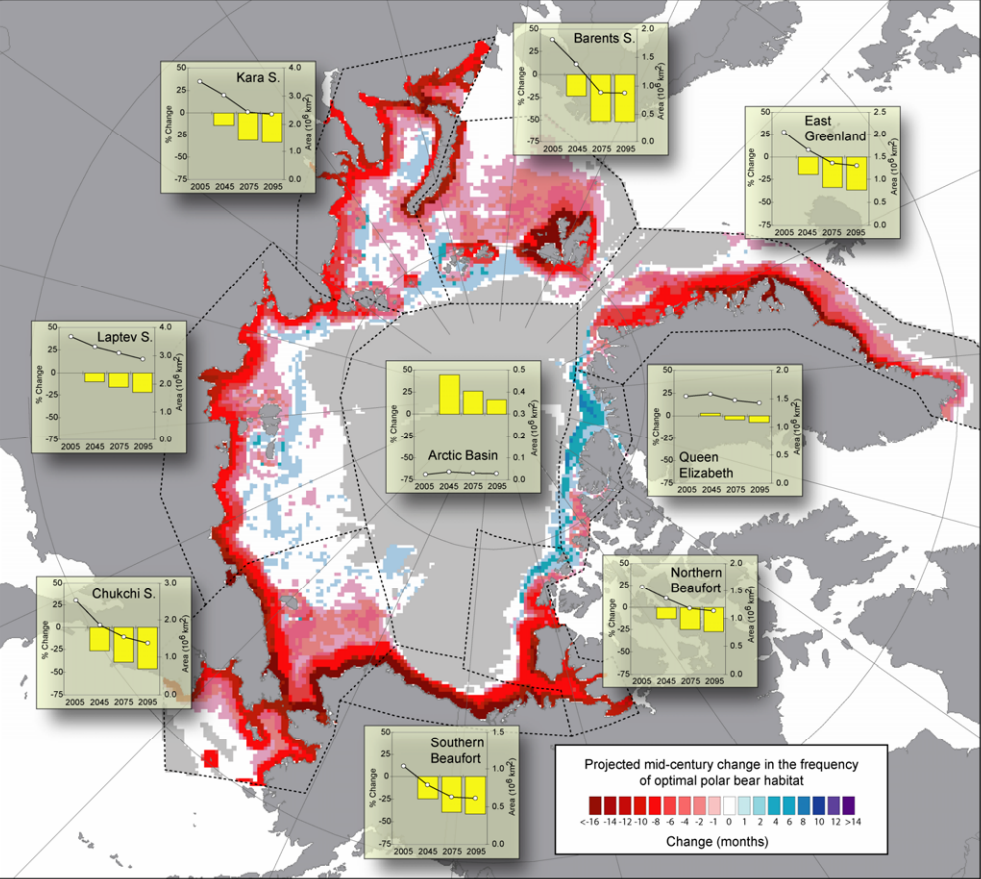
نقشه سازمان زمین‌شناسی ایالات متحده، تغییرات پیش‌بینی‌شده در زیستگاه خرس‌های قطبی را از سال ۲۰۰۱ تا ۲۰۱۰ و ۲۰۴۲ تا ۲۰۵۱ نشان می‌دهد. مناطق قرمز نشان دهنده از دست رفتن زیستگاه مطلوب خرس قطبی و مناطق آبی نشان دهنده افزایش آن هستند.

برآورد دقیق جمعیت خرس‌های قطبی و روندهای آن دشوار است، زیرا این جانوران در زیستگاه‌های دورافتاده‌ای زندگی می‌کنند و تراکم جمعیتی آن‌ها پایین است. همچنین، انجام تحقیقات میدانی دربارهٔ خرس‌های قطبی برای پژوهشگران خطراتی به همراه دارد.
طبق گزارش «اتحادیه بین‌المللی حفاظت از طبیعت» (IUCN) در سال ۲۰۱۵، جمعیت جهانی خرس‌های قطبی بین ۲۲٬۰۰۰ تا ۳۱٬۰۰۰ رأس تخمین زده می‌شود، اما روند فعلی جمعیت مشخص نیست. با این وجود، خرس قطبی بر اساس معیار A3c در رده «آسیب‌پذیر» قرار گرفته است؛ معیاری که کاهش جمعیت به میزان ۳۰ درصد یا بیشتر را طی سه نسل آینده (حدود ۳۴٫۵ سال) پیش‌بینی می‌کند. از جمله تهدیدات اصلی برای خرس قطبی می‌توان به تغییرات اقلیمی، آلودگی ناشی از مواد سمی، برخورد با کشتی‌ها، اکتشاف و بهره‌برداری از منابع نفت و گاز، و تعاملات انسان‌وخرس از جمله شکار برای تغذیه یا تماشای تفریحی خرس‌ها اشاره کرد.
طبق اعلام «صندوق جهانی طبیعت» (WWF)، خرس قطبی یک شاخص مهم برای سلامت اکوسیستم قطب شمال است. دانشمندان از مطالعه این جانور برای درک شرایط کلی در منطقه قطب شمال استفاده می‌کنند، چرا که وضعیت بحرانی خرس‌های قطبی اغلب نشان‌دهنده اختلالات گسترده‌تر در اکوسیستم دریایی قطب شمال است.

## تغییرات اقلیمی
اصلی‌ترین خطر ناشی از تأثیرات تغییر اقلیم برای خرس‌های قطبی، سوءتغذیه یا گرسنگی به دلیل نابودی زیستگاه است. خرس‌های قطبی برای شکار فوک‌ها، از یخ‌های دریایی به‌عنوان سکوی شکار استفاده می‌کنند. با بالا رفتن دمای زمین، یخ‌ها زودتر در سال آب می‌شوند و خرس‌ها پیش از آن‌که بتوانند ذخایر چربی کافی برای گذراندن دوره کم‌غذایی در اواخر تابستان و اوایل پاییز فراهم کنند، ناچار به بازگشت به خشکی می‌شوند.
کاهش پوشش یخ دریا همچنین خرس‌ها را مجبور می‌کند مسافت‌های طولانی‌تری شنا کنند که این امر ذخایر انرژی آنها را بیشتر تخلیه می‌کند و گاهی اوقات منجر به غرق شدگی می‌شود. یخ‌های نازک‌تر نیز بیشتر دچار تغییر شکل می‌شوند و به‌نظر می‌رسد این امر شکار فوک‌ها را برای خرس‌ها دشوارتر می‌کند. تکمبود تغذیه مناسب، منجر به کاهش نرخ زاد و ولد در ماده‌خرس‌های بالغ، کاهش نرخ بقاء در توله‌ها و خرس‌های نوجوان، و همچنین کاهش وضعیت جسمانی در خرس‌ها در تمامی سنین می‌شود.«اتحادیه بین‌المللی حفاظت از طبیعت»، «ارزیابی تأثیر اقلیم قطب شمال»، «سازمان زمین‌شناسی ایالات متحده»، و بسیاری از زیست‌شناسان برجسته خرس قطبی، نگرانی‌های شدیدی دربارهٔ اثرات تغییر اقلیم ابراز کرده‌اند و برخی پیش‌بینی می‌کنند که این گونه تا سال ۲۱۰۱ منقرض خواهد شد.

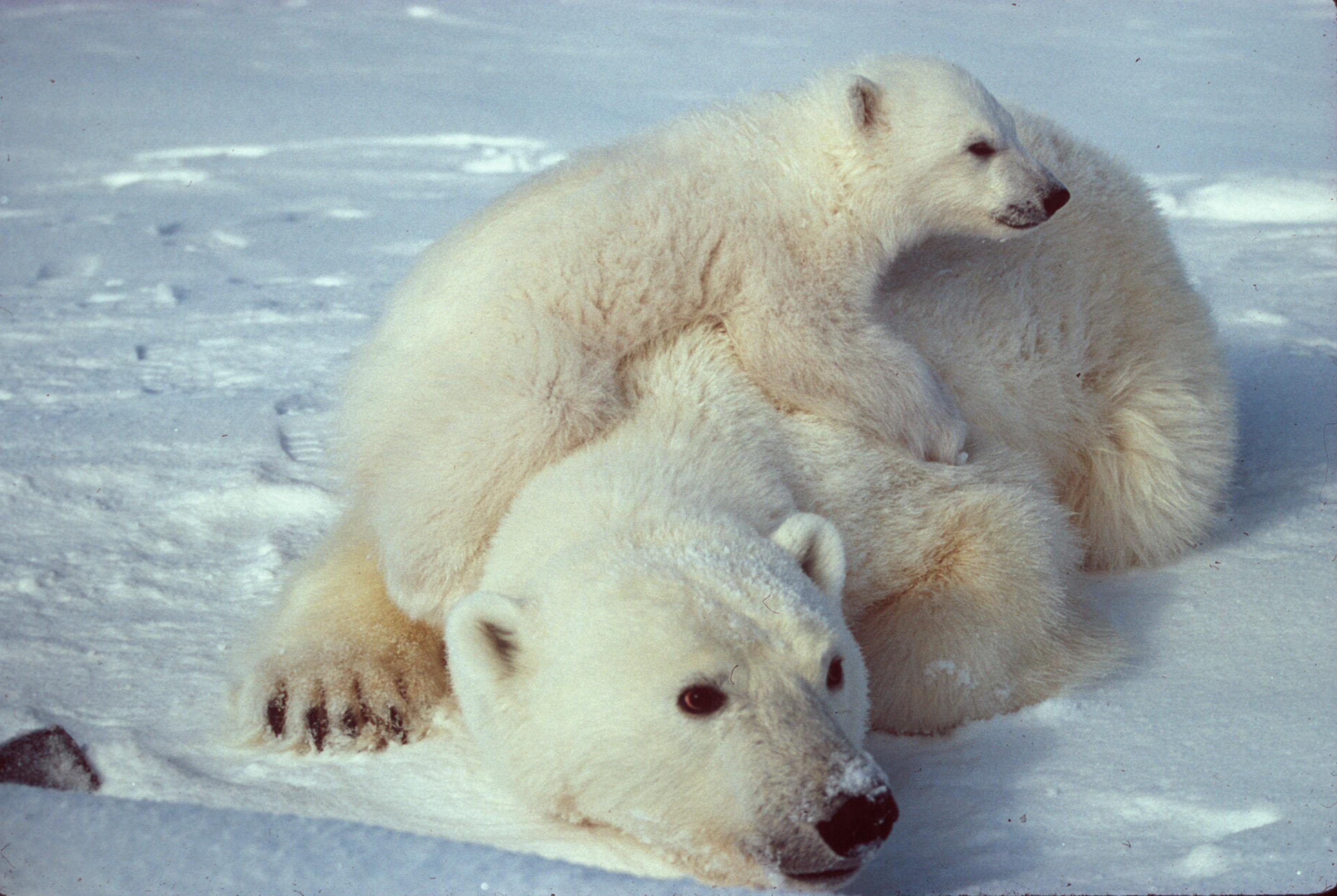
مادران و توله‌ها نیازهای غذایی بالایی دارند که اگر فصل شکار فک خیلی کوتاه باشد، این نیاز برآورده نمی‌شود.

علاوه بر ایجاد استرس تغذیه‌ای، انتظار می‌رود گرم شدن هوا بر جنبه‌های مختلف دیگری از زندگی خرس‌های قطبی نیز تأثیر بگذارد: تغییرات در یخ‌های دریایی بر توانایی ماده‌خرس‌های باردار در ساختن لانه‌های مناسب زایمان تأثیر می‌گذارد. با افزایش فاصله بین یخ‌های متراکم دریایی و سواحل، ماده‌ها ناچارند مسافت‌های طولانی‌تری را شنا کنند تا به مناطق مطلوب برای زاد و ولد در خشکی برسند. ذوب شدن لایه یخ‌زده خاک بر روی خرس‌هایی که به صورت سنتی زیرزمین لانه می‌سازند، اثر منفی خواهد داشت، و زمستان‌های گرم‌تر می‌توانند باعث فرو ریختن سقف لانه‌ها یا کاهش خاصیت عایق آن‌ها شوند. برای خرس‌هایی که در حال حاضر روی یخ‌های چندساله لانه می‌سازند، افزایش جابه‌جایی یخ‌ها ممکن است باعث شود که مادران و توله‌هایشان در بهار، هنگام بازگشت به مناطق شکار فوک، ناچار شوند مسافت‌های طولانی‌تری را طی کنند.
همچنین، در اقلیم گرم‌تر، باکتری‌ها و انگل‌های بیماری‌زا راحت‌تر رشد کرده و گسترش خواهند یافت.